# DREAMER'S HIGH
『DREAMER'S HIGH』（ドリーマーズ・ハイ）は、柳原陽一郎の7作目のスタジオ・アルバム。2010年11月23日にSWEETS DELI RECORDSより発売された。

## 解説
前作『ウシはなんでも知っている』より3年ぶりのリリースで、2001年に発売された『ウタノワ』以来9年ぶりのセルフ・プロデュース作品。
タイトルには「夢を見る人がハイになって頑張っている」という意味を持たせている。歌詞においてはジョン・レノンやリチャード・トンプソンの影響を受けている。
タイトルは、制作当初に「希望」というタイトルが思い浮かび、「夢見ることをやめてはいけない」という言葉が閃いたことから付けられた。仮タイトルは「3分半の曲を多く作る」という目的から「小さなお話」。またレコーディングでは3テイクほど録音されたが、ほとんどの楽曲でテイク1が採用されている。

## 収録曲
| 全作詞・作曲: 柳原陽一郎、全編曲: 柳原陽一郎 with 鬼怒無月、水谷浩章、外山明。 |                                |            |            |      |
| #                                                                              | タイトル                       | 作詞       | 作曲・編曲 | 時間 |
| 1.                                                                             | 「徘徊ロック #5」              | 柳原陽一郎 | 柳原陽一郎 | 3:41 |
| 2.                                                                             | 「なんにもいいことないけれど」 | 柳原陽一郎 | 柳原陽一郎 | 3:53 |
| 3.                                                                             | 「BAD LOVE」                   | 柳原陽一郎 | 柳原陽一郎 | 4:03 |
| 4.                                                                             | 「キング・オブ・ロケンロー」   | 柳原陽一郎 | 柳原陽一郎 | 3:57 |
| 5.                                                                             | 「いたちの森」                 | 柳原陽一郎 | 柳原陽一郎 | 4:03 |
| 6.                                                                             | 「千夏さんちへ」               | 柳原陽一郎 | 柳原陽一郎 | 4:09 |
| 7.                                                                             | 「真珠採りの詩」               | 柳原陽一郎 | 柳原陽一郎 | 3:08 |
| 8.                                                                             | 「悲しきモンスター」           | 柳原陽一郎 | 柳原陽一郎 | 3:26 |
| 9.                                                                             | 「キメナイノ シラナイノ」      | 柳原陽一郎 | 柳原陽一郎 | 4:04 |
| 10.                                                                            | 「オレはサイコー」             | 柳原陽一郎 | 柳原陽一郎 | 2:49 |
| 11.                                                                            | 「みんなガケップチ」           | 柳原陽一郎 | 柳原陽一郎 | 6:03 |
| 12.                                                                            | 「Goin' Home」                 | 柳原陽一郎 | 柳原陽一郎 | 3:25 |
| 合計時間:                                                                      | 合計時間:                      | 46:41      |            |      |

## 曲の解説
1. 徘徊ロック #5
モバイル用Flash待受「モバイルモンキー」予告編ムービー主題歌[3][4]。
カントリーロックチューン[5]。楽曲について柳原は「この曲を作った頃は、路頭に迷っていた。『ウシはなんでも知っている』を完成させて、次はどうしようか、もうなにもないやと思って。それで『山を行こう 川を渡ろう』から始めるしかなかった。今でこそまとまっているように聞こえるけど、当初は所ジョージみたいな歌だった」と語っている[6]。
ベスト・アルバム『もっけの幸い』にも収録された。
2. なんにもいいことないけれど
3. BAD LOVE
1960年代のポップスを彷彿させる楽曲[5]。
楽曲について柳原は、「あえてアメリカのシンガーソングライターっぽい曲を書いてみた。」「一発録りだから、震えながら歌ってるけど、これができたときは嬉しかった。この曲をピアノを弾きながら歌いきった時は、これまでレコーディングしてきた中で一番嬉しかった。」と語っている[2]。
ベスト・アルバム『もっけの幸い』にも収録された。
4. キング・オブ・ロケンロー
歌詞にジム・モリスン、レスポール、チョーキングが登場する。
5. いたちの森
自主制作盤『RE-CORD'00』収録曲をスタジオ録音した音源。
6. 千夏さんちへ
7. 真珠採りの詩
人間と人魚の恋模様を描いた楽曲で、カリプソと昭和歌謡のテイストが入っている[5]。
楽曲について柳原は、「ノスタルジックな曲ばかりになるとマズいと思って、バカバカしい歌として収録した。この曲を作ったのもいい思い出。」と語っている[2]。
ベスト・アルバム『もっけの幸い』にも収録された。
8. 悲しきモンスター
閉じこもった女子高生を気持ちを歌った楽曲[1]。
9. キメナイノ シラナイノ
10. オレはサイコー
11. みんなガケップチ
12. Goin' Home
弾き語り曲。
年越し派遣村やネットカフェ難民から柳原が感じたことを歌詞にしており、「『どうしてこんなに寂しい人達がたくさんいるのだろう』という気持ちから作った。」「世の中を見渡したときに、そういう現実に対して何が歌えるのかということを思って作った記憶がある。」と語っている[2]。

## 参加ミュージシャン
徘徊ロック #5
- 柳原陽一郎：Vocal, Acoustic Guitar, Keyboard, Chorus
- 鬼怒無月：Electric Guitar, Chorus
- 水谷浩章：Bass, Chorus
- 外山明：Drums, Tambourine, Chorus

なんにもいいことないけれど
- 柳原陽一郎：Vocal
- 鬼怒無月：Electric Guitar
- 水谷浩章：Bass
- 外山明：Drums

BAD LOVE
- 柳原陽一郎：Vocal, Piano
- 鬼怒無月：Electric Guitar
- 水谷浩章：Bass
- 外山明：Drums
- 橋本歩：Cello
- 平山織絵：Cello
- 梶谷裕子：Viola

キング・オブ・ロケンロー
- 柳原陽一郎：Vocal, Piano
- 鬼怒無月：Electric Guitar, Mandolin, Chorus
- 水谷浩章：Bass, Chorus
- 外山明：Drums, Tambourine, Chorus
- 松風鉱一：Clarinet
- 松本治：Trombone
- 木幡光邦：Trumpet

いたちの森
- 柳原陽一郎：Vocal, Piano
- 鬼怒無月：Gut Guitar
- 水谷浩章：Bass
- 外山明：Drums

千夏さんちへ
- 柳原陽一郎：Vocal, Acoustic Guitar, Chorus
- 外山明：Walking, Chorus

真珠採りの詩
- 柳原陽一郎：Vocals, Bubbling
- 鬼怒無月：Gut Guitar, 12strings Guitar, Bubbling
- 水谷浩章：Bass
- 外山明：Drums, Percussion, Chorus
- 松本治：Trombone
- 木幡光邦：Trumpet

悲しきモンスター
- 柳原陽一郎：Vocal, Acoustic Guitar
- 鬼怒無月：Mandolin, Chorus
- 水谷浩章：Bass
- 外山明：Drums

キメナイノ シラナイノ
- 柳原陽一郎：Vocal, Keyboard, Chorus
- 鬼怒無月：Acoustic Guitar
- 水谷弘章：Bass
- 外山明：Drums, Percussion

オレはサイコー
- 柳原陽一郎：Vocals, Harmonica
- 鬼怒無月：Dobro, Voice
- 水谷弘章：Bass
- 外山明：Drums, Percussion, Chorus

みんなガケップチ
- 柳原陽一郎：Vocal, Piano, Acoustic Guitar, Chorus
- 鬼怒無月：Electric Guitar, Chorus
- 水谷弘章：Bass, Chorus
- 外山明：Drums, Percussion, Chorus

Goin' Home
- 柳原陽一郎：Vocal, Piano, Kazoo